# Werner I. (Battenberg und Wittgenstein)
Werner I. von Wittgenstein (* um 1150; † vor 1215) war der Begründer des Geschlechts der Grafen von Wittgenstein und von Battenberg. Er nennt sich im Jahre 1174 urkundlich zum ersten Mal nach Burg Wittgenstein. Ob er oder erst seine Söhne die Grafschaft Battenberg erworben haben, ist unklar.

## Herkunft
Werners Abstammung ist unsicher.
Der Historiker Günther Wrede stellte in seiner 1927 verfassten Dissertation Territorialgeschichte der Grafschaft Wittgenstein die These auf, dass Werner wohl mit den Edelherren von Grafschaft verwandt war. Der in den Jahren 1101 bis 1107 erwähnte Graf Tiemo (oder Thiemo, Dithmar) im oberen Lahngau (an der oberen Lahn und Eder) sei der wahrscheinliche Ahnherr der Grafen von Battenberg und von Wittgenstein. Tiemos Ahnen sollen nach dieser These noch vor 1100 als Vögte des 1072 von Erzbischof Anno II. von Köln gegründeten Benediktinerklosters Grafschaft in das Gebiet zwischen der oberen Lahn und der oberen Eder gekommen sein. Wrede nimmt eine Burggründung oberhalb von Laasphe um diese Zeit an, für die es keine Belege gibt. Tiemos Mutter Chuniza stammte vermutlich aus dem Geschlecht der Gisonen, und Erzbischof Anno II. kaufte das Gelände, auf dem er das Kloster Grafschaft anlegen ließ, von Chuniza und Tiemo.
Helfrich Bernhard Wenck betrachtete die Battenberger daher auch als einen Zweig der Gisonen.
Die Abstammung Werners I. von den Edelherren von Grafschaft wird neuerdings von Dieter Pfau aus namenskundlichen Überlegungen in Frage gestellt. Er sieht Graf Werner I. in Verbindung mit den Herren von Naumburg sowie den Grafen von Reichenbach/Ziegenhain.

## Leben

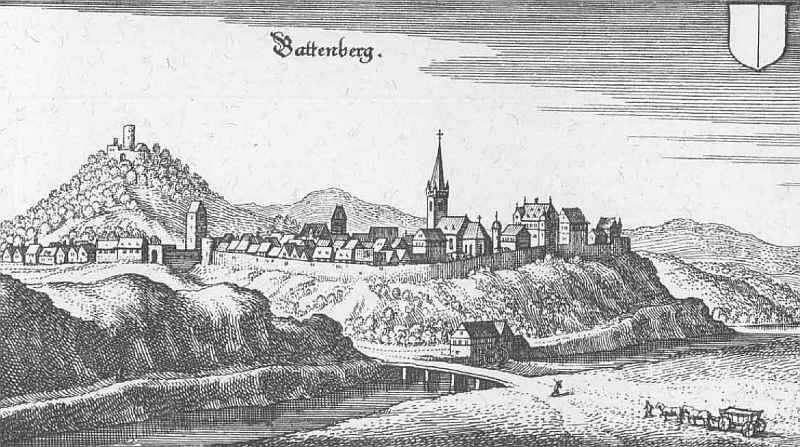
Battenberg und die Kellerburg (Auszug aus Matthäus Merians Topographia Hassiae von 1655)

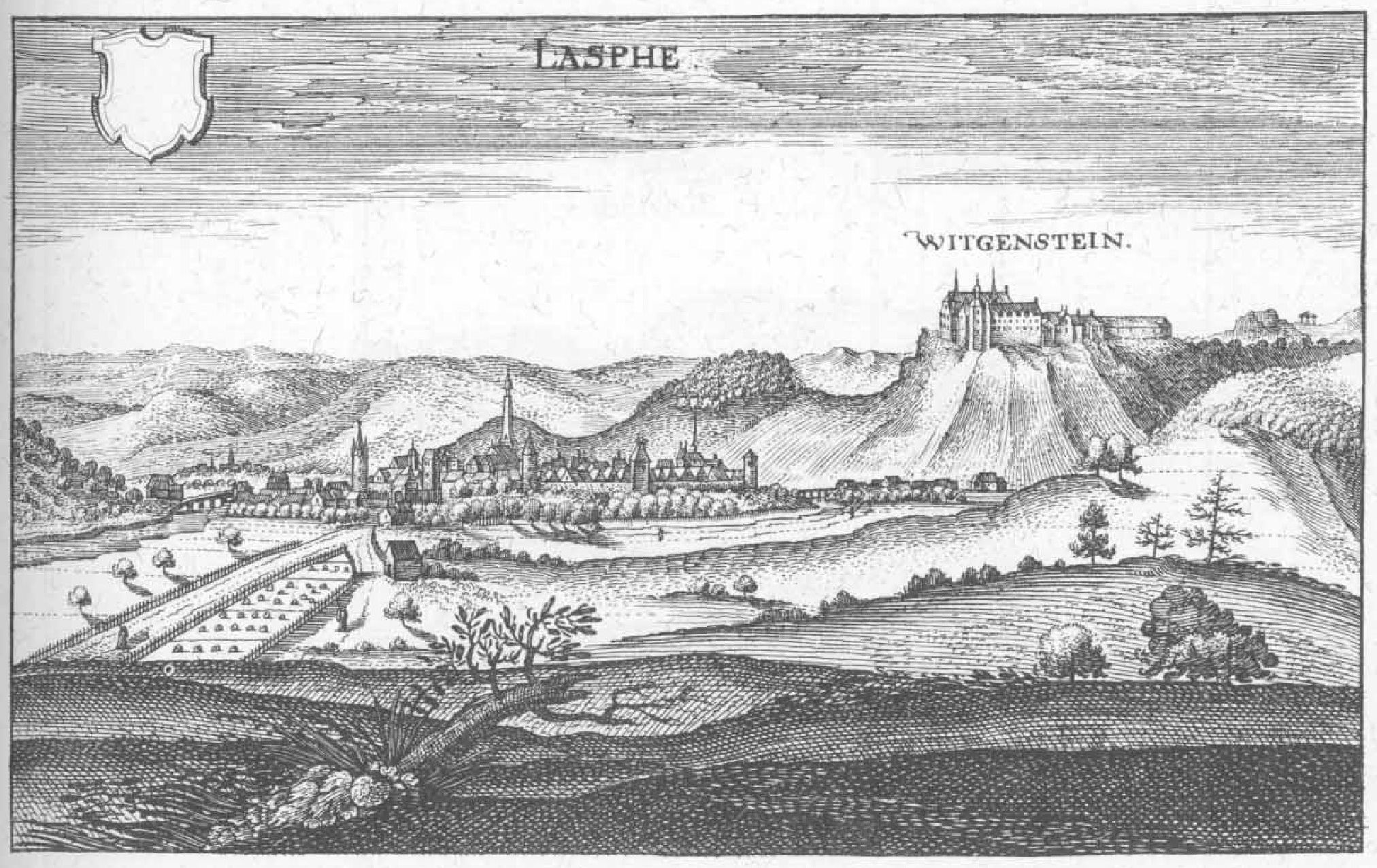
Laasphe und die Burg Wittgenstein (Auszug aus Matthäus Merians Topographia Hassiae von 1655)

In der Urkunde von 1174 ist Werner einer der Zeugen eines Friedensschlusses zwischen Heinrich Raspe III., dem Ludowinger-Regenten in deren hessischen Landesteilen, und Graf Engelbert von Berg und der Belehnung des Letzteren durch Heinrich Raspe mit der Burg Windeck. 1180 war Werner einer der Zeugen, die Kaiser Friedrich Barbarossas sog. Gelnhäuser Urkunde mit unterzeichneten, mit der Heinrich der Löwe mit der Oberacht belegt und seiner Herzogtümer verlustig ging.
Werner nahm am Kreuzzug Heinrichs VI. (1197/98) teil und schenkte nach seiner Rückkehr dem Johanniter-Orden Land in Wiesenfeld südwestlich von Frankenberg, auf dem dann das Johanniterhaus Wiesenfeld gegründet wurde.
Im Jahre 1190 schloss er einen Vertrag mit dem Erzbischof von Mainz, Konrad I. von Wittelsbach, demgemäß er dem Erzstift gegen eine Geldzahlung die Burg Wittgenstein aufzutragen versprach und sie von diesem als Lehen zurückerhalten sollte. Der Erzbischof blieb jedoch einen Teil der Zahlung schuldig, sodass der Vertrag nicht in Kraft trat und Werner sich schon nach einigen Jahren wieder aus der damit verbundenen Abhängigkeit befreien konnte. Erst in einem Vertrag mit Werners Söhnen Werner II., Widekind und Hermann vom 2. September 1223 gelang es dem neuen Erzbischof Siegfried II., die Auftragung der Burg Wittgenstein an das Erzstift zu erlangen und sie ihnen zu Lehen zu geben. Schon 1213 musste Werner mainzische Güter in Münchhausen, die der ehemaligen Abtei Amöneburg gehörten, an Erzbischof Siegfried II. zurückgeben und Verzicht leisten.
Werner I. von Battenberg und Wittgenstein regierte bis 1215 und starb wohl in diesem Jahr.

## Ehe und Nachkommen
Werner war mit einer namentlich nicht bekannten und nach 1190 nicht mehr urkundlich nachweisbaren Tochter des Grafen Volkwin II. von Schwalenberg (= Volkwin I. von Waldeck) und dessen zweiter Frau Lutrud verheiratet. Mit dieser hatte er drei Söhne: Werner II., Widukind/Widekind und Hermann († vor 1234). Werner II. († 1272), der älteste der drei, übernahm nach dem Tod des Vaters zunächst die Regierungsgeschäfte, trat dann aber möglicherweise schon 1221 oder spätestens 1230/31 in den Johanniterorden ein, wechselte einige Jahre darauf in den Deutschen Orden und war 1271–1272 Deutschmeister des Ordens. Die Grafschaft Battenberg-Wittgenstein fiel an seinen Bruder Widekind I., der seinen jüngeren Bruder Hermann an der Regierung beteiligte.